# Sofema
Sofema est une société française, spécialisée dans la rénovation, la commercialisation et la maintenance d’équipements de première génération terrestres, aériens et maritimes, principalement issus des forces armées françaises.
Le siège de la société est à Levallois-Perret, en proche banlieue parisienne.

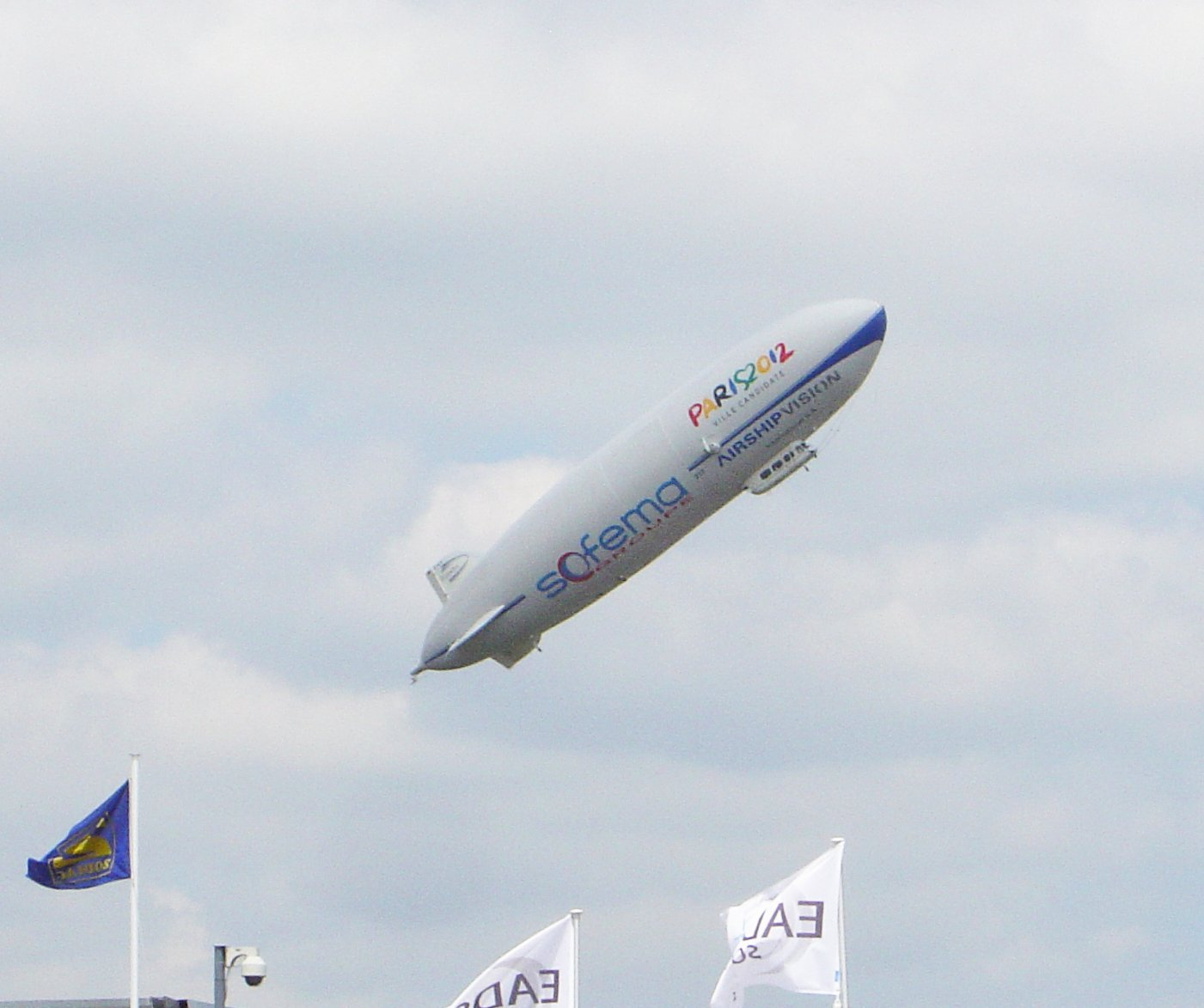
Ballon dirigeable publicitaire aux couleurs de la Sofema au salon international de l'aéronautique du Bourget en 2005.

## Historique
Sofema naît en 1997 de la fusion de deux sociétés de service public (l’Ofema et la Sofma), chargées de soutenir et d’accompagner les ventes à l’étranger des grands groupes industriels français d’aéronautique et de défense. Son premier président est jusqu’en 2001 le préfet Ivan Barbot (ancien président d’Ofema). Il pilote la privatisation de la société en 1998 autour d’un noyau d’actionnaires de référence qui comprend toujours dix ans plus tard entre autres, EADS, Safran (né de la fusion entre Snecma et Sagem), DCNS, Thales, Nexter Systems (ex-GIAT), Dassault Aviation, Renault Trucks (groupe Volvo).
Nommé président–directeur général en 2001, le général (CR) Bernard Norlain engage une politique de diversification de ses activités pour faire face à une érosion progressive de son cœur de métier, notamment du fait de la constitution d’équipes commerciales propres au sein de ses grands actionnaires.
En 2007, sous l’impulsion de son nouveau président Guillaume Giscard d’Estaing, Sofema connait une profonde réorientation : elle passe en quelques années d’un rôle d’intermédiaire dans les grands contrats d’exportation français à celui de vendeur autonome en maîtrise d’œuvre de matériels terrestres, aériens et maritimes rénovés.
Ses nouveaux clients (Afrique subsaharienne, Amérique latine, Asie du Sud-Est…) sont les pays qui veulent maîtriser leurs coûts d’équipement tout en préservant leurs capacités de défense et de développement économique avec des matériels éprouvés et de technologie récente, accompagnés d’une prestation de support et de formation.
Sofema est certifiée ISO « 9001-2008 » et « EN 9120 » et dispose d’un agrément AFAQ de maître d’œuvre.
Elle est également engagée dans une démarche d’homologation ISO 26000 (norme internationale relative à la responsabilité sociétale des organisations).

## Les métiers de Sofema

### Rénovation
En fonction des besoins de ses clients, Sofema acquiert des équipements de première génération, principalement d’origine française, et les rénove à l’état de l’art dans ses ateliers ou via ses partenaires spécialisés. Les contrats comportent également un important volet d’assistance à la mise en œuvre et de formation auprès des pays acquéreurs, équivalent aux services apportés par les grands industriels dans les exportations d’équipements neufs.

### Négoce
Complémentaire de son activité de rénovation, Sofema propose à ses clients un stock important de pièces de rechange, complété par un réseau de partenaires et fournisseurs. La société revendique également un catalogue de millions de références lui permettant de remplacer par des pièces équivalentes des éléments difficiles à trouver, voire de les fabriquer à l’identique dans ses ateliers si elles n’existent plus.

### Conseil
Le département Conseil international de Sofema a pour vocation d’assister les groupes industriels du monde entier dans leur développement international.
Il offre des services combinés d’audits, de financement et de représentation commerciale sur les cinq continents dans les domaines de la défense et sécurité, de l’aérospatial, de l’énergie, des infrastructures de transport et de l’environnement.